# Hôpital national Donka

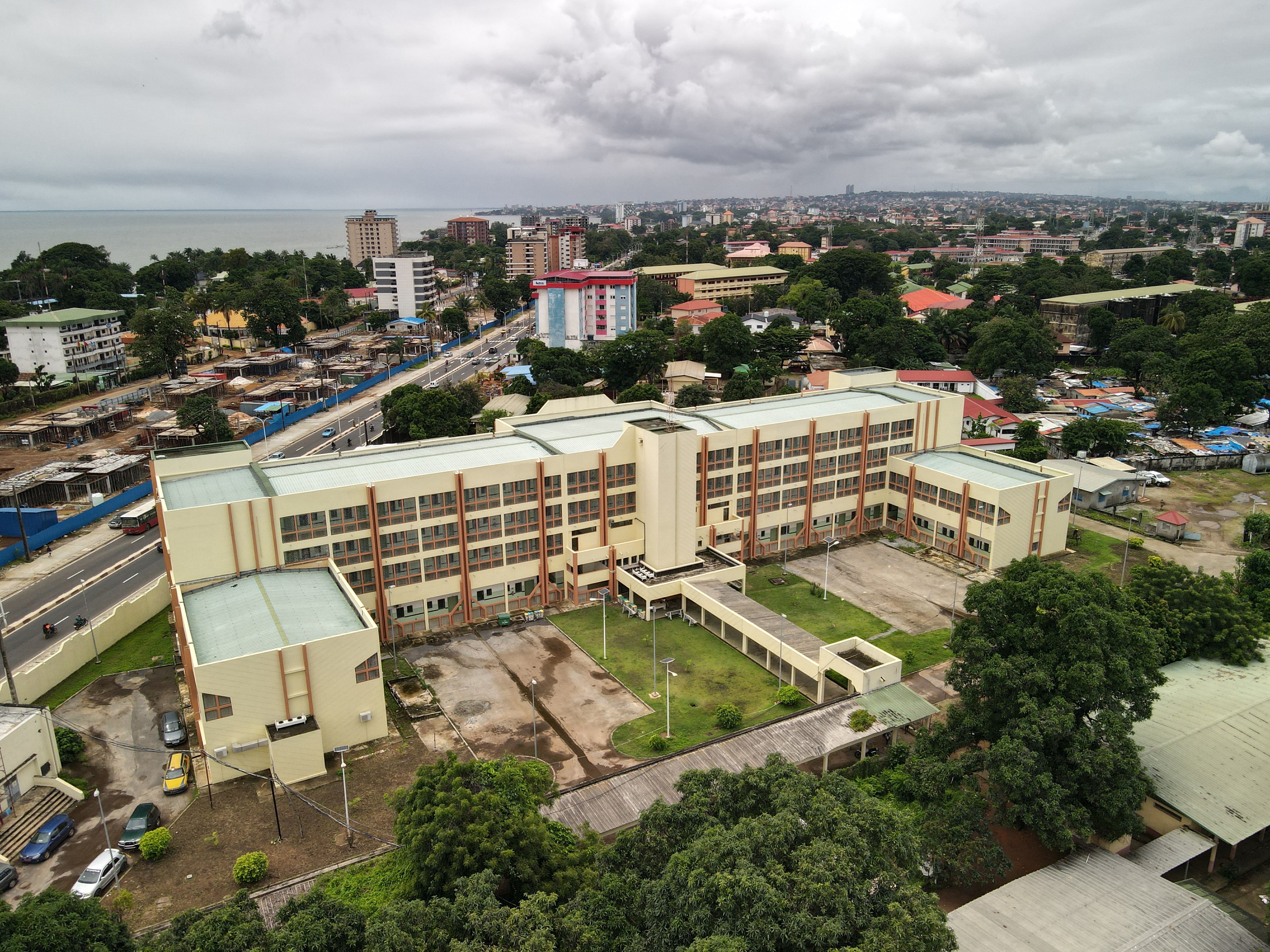

L'Hôpital National Donka est un hôpital universitaire public situé à Conakry, en Guinée. Il est le plus grand hôpital public du pays.

## Situation géographiques
L'hôpital National Donka est situé au quartier Donka au nord-est de la grande mosquée de Conakry et en face le camp Boiro séparer par la route Le prince.

## Installations

### Création
Sa construction a commencée en 1957 sur financement de la France dans le cadre du fonds d’investissement pour les colonies, afin de couvrir les besoins en soins de santé de la banlieue de Conakry. 
Succèdent à l'administration coloniale, le premier gouvernement guinéen construit en 1959 juste après l'indépendance avec l'aide de l'union soviétique, l'hôpital national Donka un hôpital universitaire.
Mise en service en 1960, avec un nombre de spécialités limité, dont les spécialités médicales (médecine interne, dermatologie, maternité et pédiatrie), la chirurgie (chirurgie générale, traumatologie, ORL, ophtalmologie) et les servies médicotechniques (pharmacie, radiologie, laboratoire et anatomie pathologique).
Le financement des soins était assuré essentiellement par l’État à travers une tarification fortement subventionnée, quasi gratuite.

### Evolutions
Le service d'orthopédie a été créé en février 1982. À cette époque, les principaux problèmes pris en charge étaient les cas négligés de poliomyélite. En 2004, l'Organisation Ouest Africaine de la Santé (OOAS), en collaboration avec le gouvernement guinéen, a commencé à donner des cours de deux ans en ophtalmologie pour les médecins généralistes, avec une formation théorique et pratique intensive. Les installations étaient insuffisantes. CBM, Sightsavers et l'OOAS ont organisé la construction d'une nouvelle installation dans l'enceinte de l'hôpital universitaire, qui a été ouverte le 9 avril 2010.

## Rénovation
Après la mise en service de l’hôpital en 1960 sa première rénovation a été lancée en 1999 à travers deux projets d’infrastructures, l'équipements et la rénovation de la maternité.
En 2011, le projet de rénovation de l’hôpital national Donka est inscrit comme une priorité du régime d'Alpha Condé. En mai 2013, le bureau SECT TUNISIE élabore le dossier technique et un appel d’offres international est lancé pour la sélection de deux entreprises de travaux de génie civil.
En octobre 2013, le Gouvernement obtient l’accord de principe auprès des partenaires qui sont le fonds saoudien et la banque islamique de développement pour financer le projet. À la suite des négociations, un accord est obtenu entre les différentes parties sur le montant total du projet qui est fixé à 72 636 000 USD, dont 87,5 % des travaux de génie civil par le fonds saoudien, soit 32 000 000 USD, 100 % de l’assistance technique et des équipements par la BID soit 28 530 000 USD et le budget national de développement (BND) 12,5 % des travaux de génie civil et accessoires, soit 12 000 000 USD.
En 2017, le gouvernement guinéen ferme l'hôpital pour des fin de rénovations, de 2019 en 2021 les travaux connaissent des retards et a la prise du pouvoirs par le CNRD en septembre 2021, celui-ci fait de la rénovation une priorité nationale.
Une partie de l’hôpital a été temporairement mise en service en mars 2020 pour hospitaliser les malades atteints de COVID 19. L'hôpital rénové a commencé à offrir progressivement quelques services en aout 2022[réf. nécessaire].

### Après sa rénovation
En aout 2022, le président Mamadi Doumbouya procédé a l'inauguration de l'hôpital.
La rénovation a coûté 72 636 000 dollars US repartis entre le fond saoudien de développement et la Banque islamique de développement a hauteur de 25,74 millions d'euro. Sur une superficie de 18 hectares, la gestion de l'hôpital est confiée au consortium canadien en gestion hospitalière (CCGH) en vue de conseiller et accompagner le CHU de Donka dans sa gestion et sa migration vers la numérisation hospitalière.
Composé de 631 lits dont 100 cabines d’un lit et 140 cabines de deux lits climatisée avec toilettes répartis comme suit: 193 lits de Chirurgie 324 lits de Médecine; 56 lits de Gynéco – Obstétrique; 30 lits VIP; 34 lits de réanimation Chirurgicale et Médicale; 24 lits de soins intensifs; 09 lits de réveil; 12 lits d’observation aux urgences; 02 lits de déchoquage.

## Frais de patient
L'hôpital a accumulé des dettes au fil des ans et ne parvient pas à convaincre le gouvernement ou les agences humanitaires de contribuer aux remboursements. Elle applique donc une politique qui met les traitements et les médicaments hors de portée de nombreuses personnes pauvres. Les nouveaux patients doivent d'abord être testés pour des maladies potentiellement mortelles telles que la tuberculose, le sida, le choléra, le paludisme et le cancer. Le coût d'un vaccin contre la rougeole est aussi bas que 1 $ US.
Comme de nombreux Guinéens n'ont pas assez d'argent pour payer le test sanguin, ils ne peuvent pas obtenir de soins médicaux à l'hôpital. Un des anciens directeurs de l'hôpital, le Dr Taibou Barry, a reconnu le problème en 2003, disant : « Les familles sont pauvres et quand elles viennent à l'hôpital, elles doivent tout payer, et c'est probablement tout l'argent qu'elles ont, alors elles doivent choisir de manger ou de venir à l'hôpital ».

## Mission et attributions
L'Hôpital National Donka offre des soins spécialisés et favorise l'enseignement et la recherche.

### organisations internes
Sous la tutelle du ministre de la santé et de l'hygiène publique, l'hôpital national Donka, de niveau hiérarchique équivalent à celui d'une direction de l'administration centrale, a pour mission, la mise en œuvre de la politique du gouvernement en matière de soins spécialisés.
A ce titre, il est notamment chargé :
- d'assurer la prise en charge des malades référés des autres structures sanitaires du pays et de l'étranger ;

- d'assurer la prise en charge des cas de maladies graves de manière à réduire les évacuations à l'extérieur du pays ;

- d'assurer les diagnostics et les soins médicaux spécialisés et surspécialisés

- d'évaluer et d'améliorer les technologies et les méthodes d'intervention en santé au bénéfice des autres hôpitaux du pays ;

- d'assurer les soins d'urgences aux malades, les consultations externes spécialisées et leur éventuel hébergement ;

- d'assurer la formation initiale et continue du personnel de santé ;

- de promouvoir la recherche en santé dans le cadre du centre hospitalier universitaire de Conakry.

### Personnel
L'hôpital national Donka est le plus grand employer en termes des hôpitaux en Guinée.

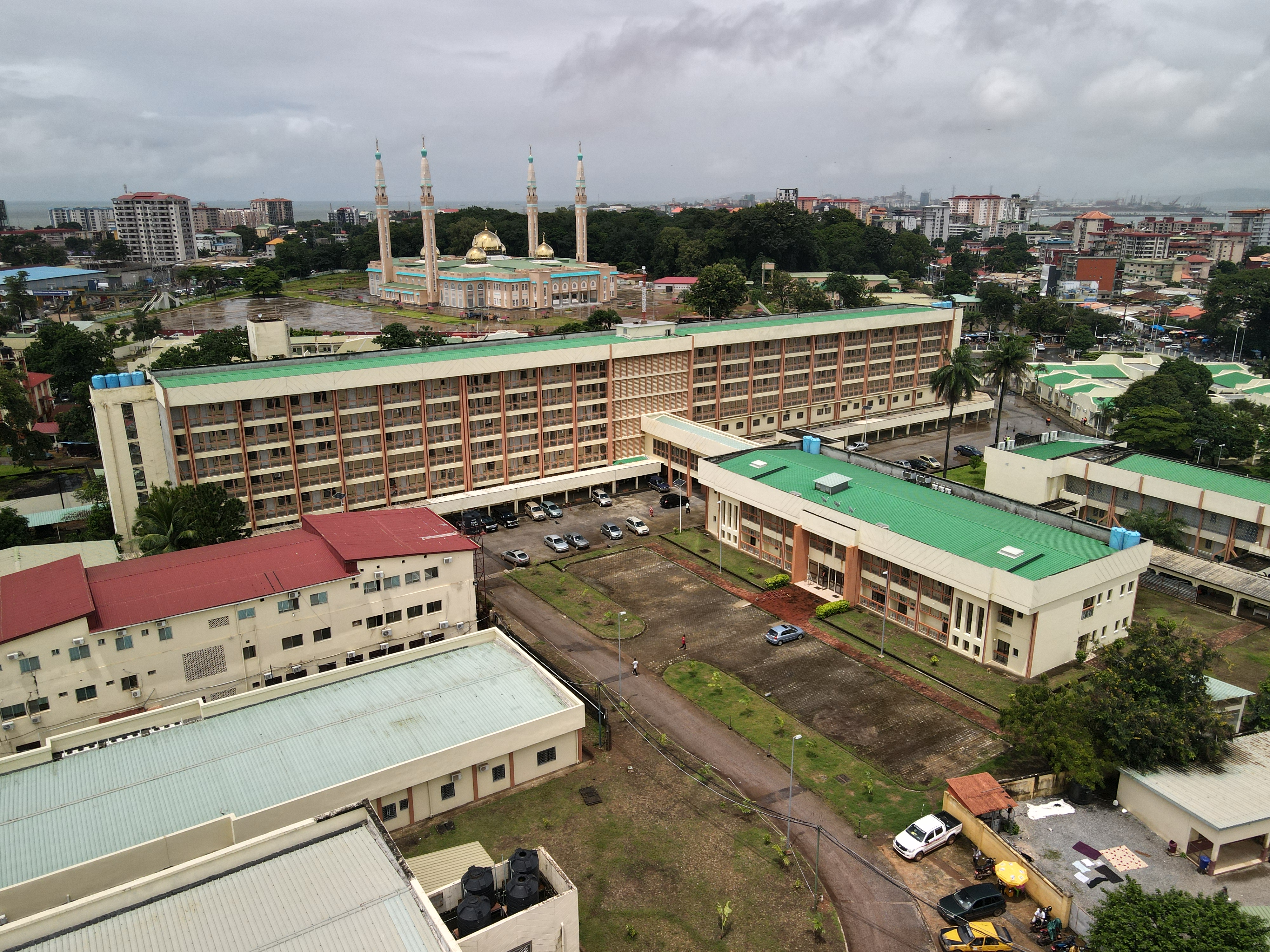

## Administration
L'Hôpital national Donka comprend pour la période de concession trois principaux organes dont le conseil d'administration, la direction générale et l'administration générale.

## Agitation civile
Début 2007, des grèves et des manifestations ont été déclenchées en raison de la hausse des prix des produits de base et de la baisse du niveau de vie, ainsi que de la corruption généralisée et des troubles politiques. Dans les violences qui ont suivi, environ 180 personnes sont mortes et plus de 1 000 ont été blessées. Le Comité international de la Croix-Rouge (CICR) a fourni six véhicules pour emmener les blessés à l'hôpital de Donka le 22 janvier 2007. 119 patients ont été admis, la plupart blessés par balle. Le CICR a fourni un kit chirurgical pour soigner jusqu'à 150 victimes par balle à l'hôpital. L'hôpital de Donka a soigné au moins 800 blessés, avec l'aide de Médecins Sans Frontières. Selon Djoulde Barry, directeur général de l'hôpital, 33 morts y ont été enregistrés.
Le 28 septembre 2009, une manifestation contre la junte militaire dans un stade de la ville a été violemment réprimée par les forces de sécurité, faisant des dizaines de morts et des centaines de blessés. Des femmes ont rapporté que des soldats les avaient violées en public dans le stade. Les dossiers médicaux de l'hôpital national Donka ont montré qu'au moins 32 des manifestantes avaient été violées. Plus de 220 secouristes de la Croix-Rouge guinéenne ont apporté une aide médicale d'urgence à plus de 350 blessés et transporté les cas les plus graves vers les hôpitaux, principalement à l'hôpital national de Donka. Les blessés ont rempli la salle d'urgence. Des militaires de la Garde présidentielle et de l'Unité de lutte contre la drogue et le crime organisé se sont présentés vers 15 heures ce jour-là. Ils ont tiré leurs fusils en l'air, détruit des médicaments et crié aux blessés de quitter l'hôpital. Ils ont empêché quiconque d'entrer dans le bâtiment. Le registre des personnes traitées a ensuite été perdu.
À la suite des violences du 28 septembre, le CICR a donné des articles médicaux et chirurgicaux essentiels aux hôpitaux de Conakry, notamment des kits pour soigner les blessures par balle, des masques, des gants et une solution saline, ainsi que des sacs mortuaires. Le CICR et la Croix-Rouge guinéenne ont tenté de réunir les membres de la famille, en particulier les enfants, qui avaient été séparés dans les violences. L'ONG Terre des hommes fournissait des repas aux patients de l'hôpital, le ministère de la Santé et des dons privés aidant à l'approvisionnement en nourriture. Dans le cadre du suivi des violences, le CICR a aidé l'hôpital de Donka à réviser son plan d'urgence pour gérer un afflux important de patients blessés par balle.
D'autres violences se sont produites avant le second tour des élections présidentielles d'octobre 2010. Les partisans du candidat Cellou Dalein Diallo de l'Union des forces démocratiques de Guinée ont jeté des pierres sur la police, qui a répondu par des coups de feu. Deux personnes ont été tuées et au moins 29 personnes ont été blessées, soignées dans des cliniques privées ou à l'hôpital national Donka. Parmi les victimes figuraient «13 adolescents et trois jeunes filles». La violence s'est poursuivie après les élections, qui ont été contestées. Le 16 novembre 2010, l'hôpital de Donka a signalé avoir traité 30 blessures par balle, principalement des coups directs plutôt que des balles perdues.

## Recherches

### Traitement

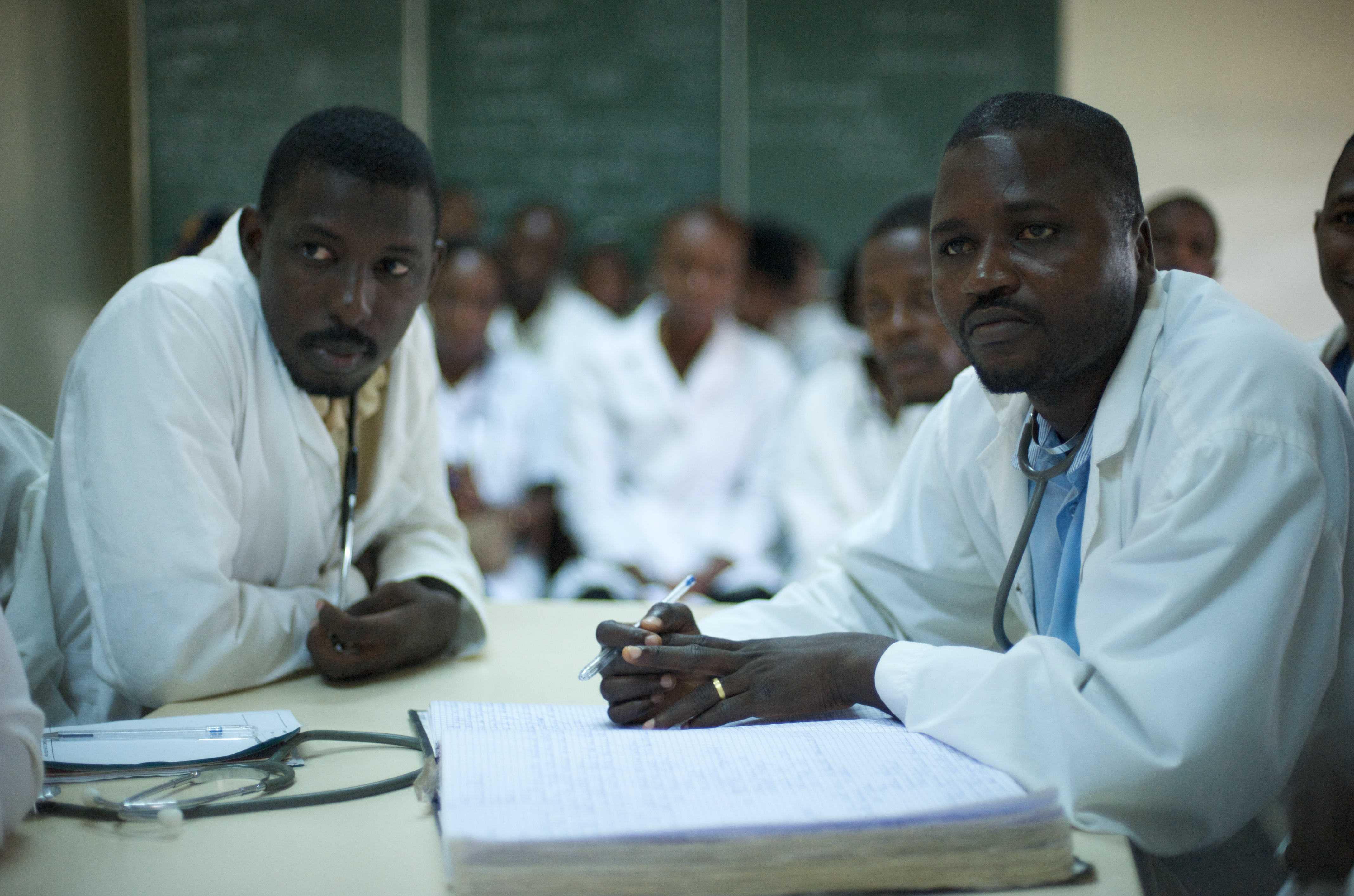
Des médecins pédiatres de l'hôpital national Donka examinent les cas de rougeole lors d'une épidémie en 2009.

Une étude de 1989 a révélé que la mortalité maternelle à l'hôpital était de 12,47 pour 1 000, un chiffre extrêmement élevé. Les causes incluent le manque de soins de santé primaires ou de services obstétricaux périphériques, la mauvaise formation des infirmières et des sages-femmes et le manque d'éducation sanitaire générale du public.
Les eaux usées sont traitées par des stations d'épuration autonomes financées par la Banque mondiale,.
En mars 2011, la salle générale pour bébés prématurés du centre de maternité comptait quatre incubateurs, mais un seul fonctionnait. Il contenait cinq bébés. Le centre n'est pas équipé pour répondre à la demande. Environ 80% des bébés prématurés meurent en quelques jours.
L'institut de nutrition et de santé infantile de l'hôpital national Donka est le seul hôpital pour enfants de Conakry. Entre janvier et fin septembre 2006, 623 enfants souffrant de malnutrition ont été admis, une augmentation significative par rapport aux années précédentes. Les «salles sombres et sans air» étaient surpeuplées, certains enfants dormant à deux dans un lit.
Le service de dialyse de l'hôpital dispose de cinq appareils de dialyse et ne peut traiter que 21 patients. Il existe des centres de dialyse privés, mais la plupart des patients ne peuvent pas payer le coût de 100 $ du traitement. L'hôpital de Donka dispense une formation sur les aspects de marketing de masse, de communication et de marketing de la prévention du VIH/SIDA, financée par la Banque mondiale notamment et d'autres sources.

## Services
| Services                                       |
| ---------------------------------------------- |
| Anesthésie Réanimation                         |
| Chirurgie Plastique                            |
| Chirurgie Cardiaque                            |
| Chirurgie Pédiatrique                          |
| Chirurgie Viscérale                            |
| Dermatologie-MST                               |
| DNEHPP                                         |
| Endocrinologie - Diabeétologie                 |
| Obstetrique - Gynécologie                      |
| Hématologie                                    |
| Imagerie médicale                              |
| Laboratoire                                    |
| Néphrologie                                    |
| Neurochirurgie                                 |
| Odontostomatologie - Chirurgie maxillo-faciale |
| ORL                                            |
| Orthopédie - Traumatologie                     |
| Anatomo - Pathologie                           |
| Pédiatrie                                      |
| Pharmacie                                      |
| Psychiatrie                                    |
| Maladies Infectieuses                          |
| Urgences                                       |
| Chirurgie Thoracique                           |
| Oncologie                                      |

## Personnalité
- Dr Sakoba Keita, médecin épidémiologiste guinéen.
- Pr Mohamed Cissé, dermatologue guinéen
- Pr Abdoulaye Keita, spécialiste en ORL
- Pr Namory Keita, spécialiste en gynécologie obstétricale.

## Attention occidentale
Les conditions sombres de l'hôpital ont fait l'objet d'un documentaire de 1996 Donka, radioscopie d'un hôpital africain du réalisateur belge Thierry Michel. Le 27 janvier 2009, un groupe de Marines de l'ambassade américaine a livré des jouets à chacun des enfants de l'hôpital pédiatrique. L'actrice Mia Farrow, qui est Ambassadrice itinérante de l'UNICEF, s'est rendue à l'hôpital en mai 2010. Elle a vu trois nouveau-nés dans un incubateur de la maternité. Elle a rencontré des mères d'enfants gravement malnutris et a vu des enfants lutter contre la rougeole et d'autres maladies mortelles évitables chez les enfants. Elle a déclaré: «Il est déchirant de voir un enfant mourir d'une maladie qui est complètement évitable. C'est le résultat de l'échec du système de santé guinéen ".

## Galerie

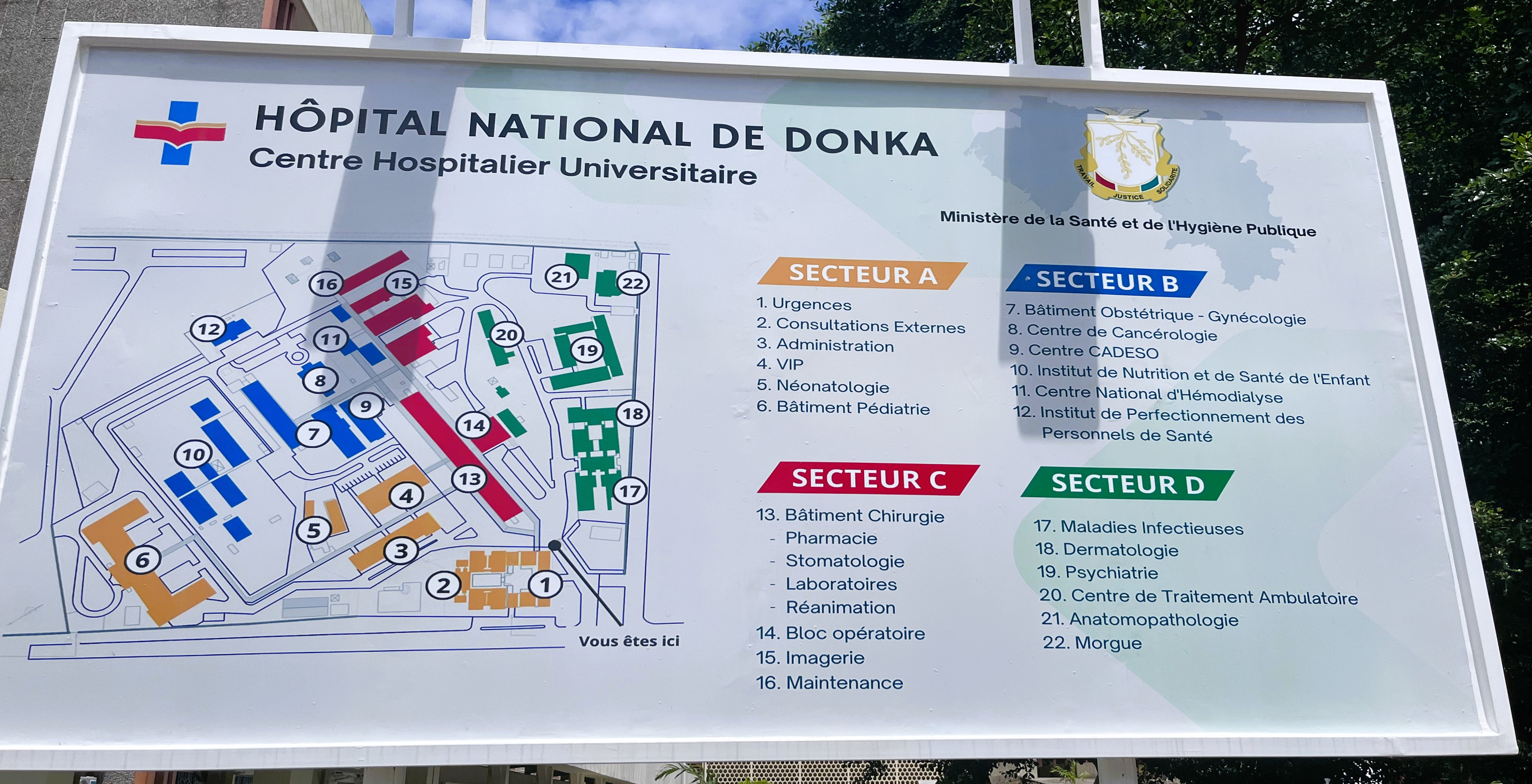
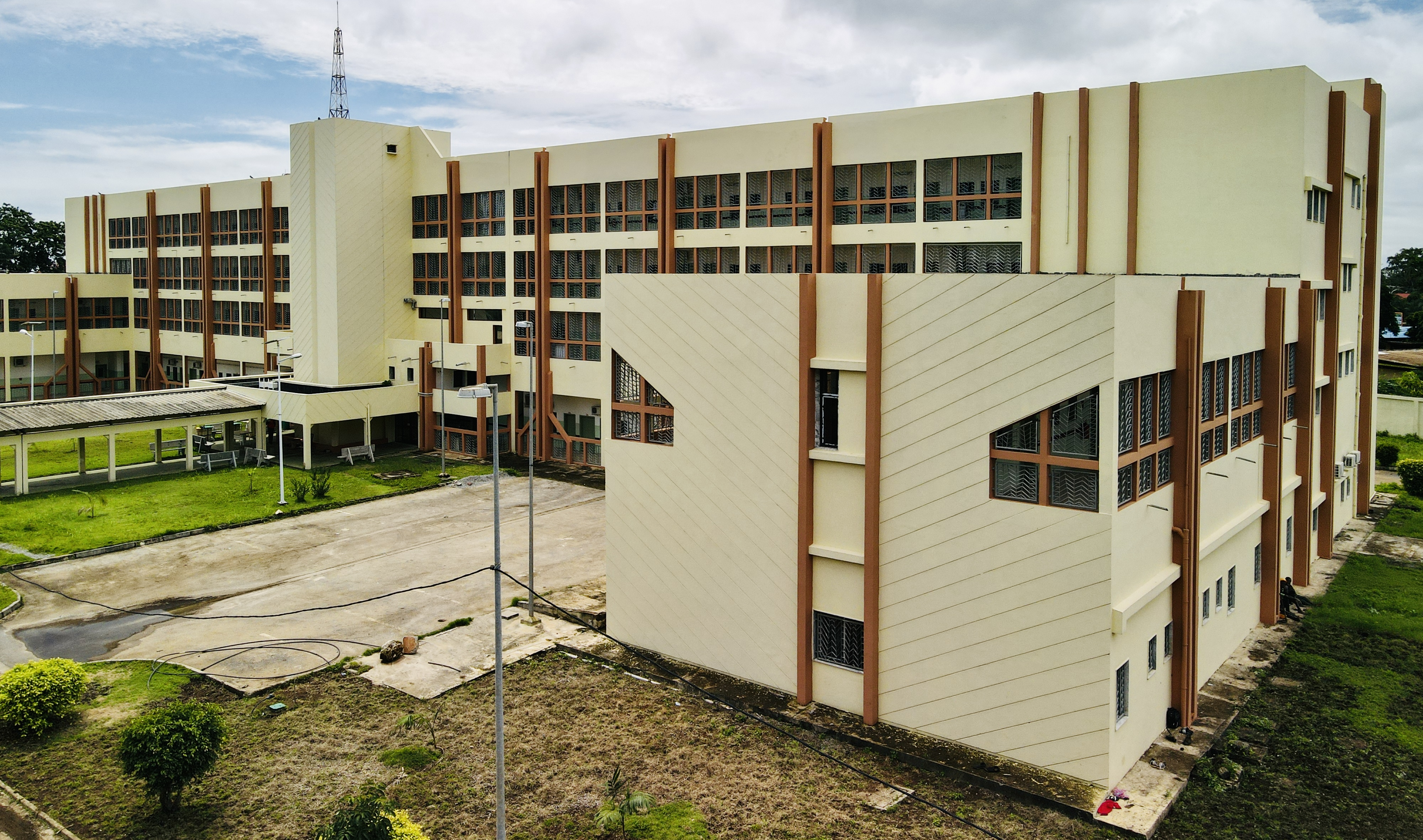
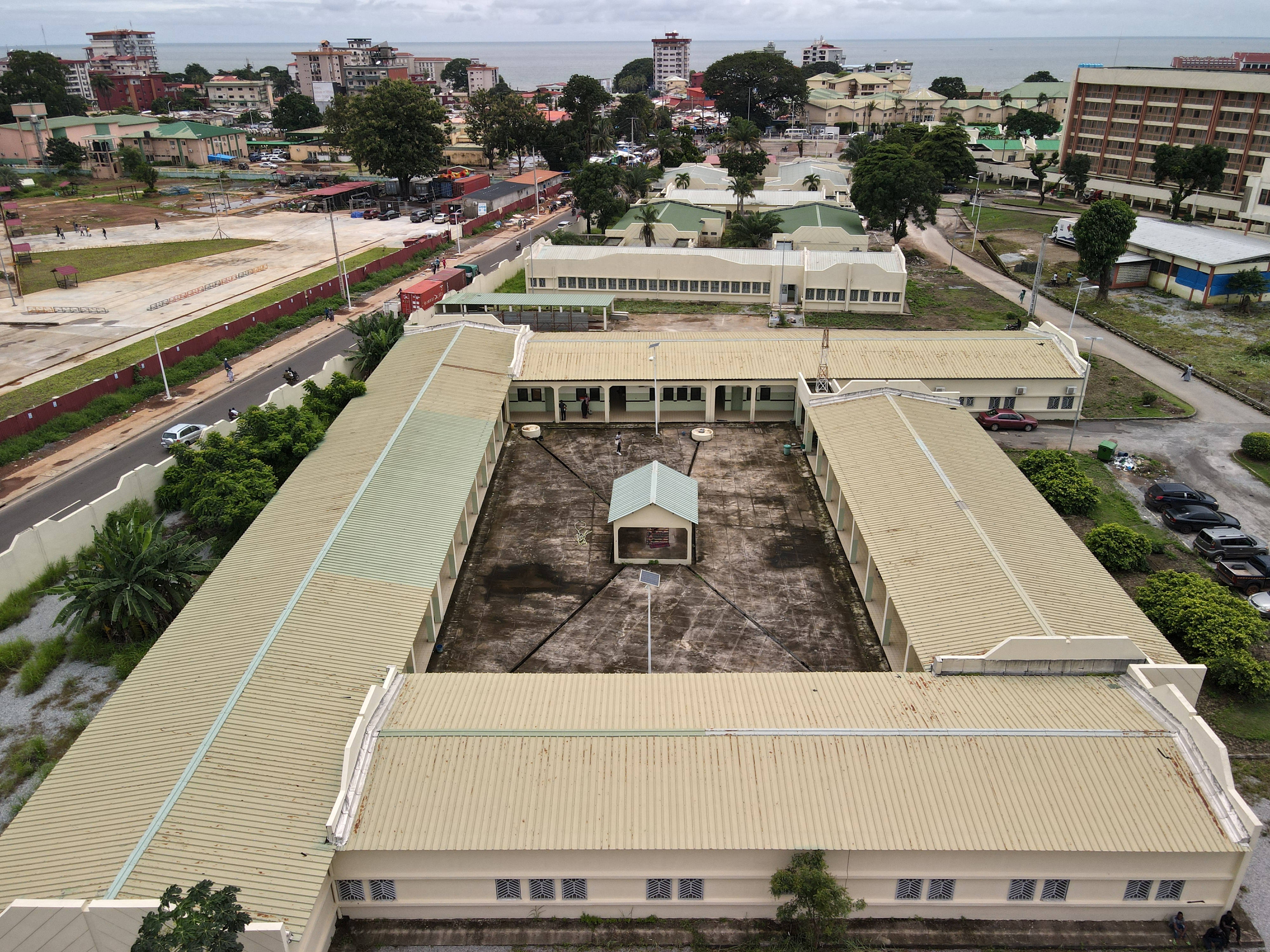
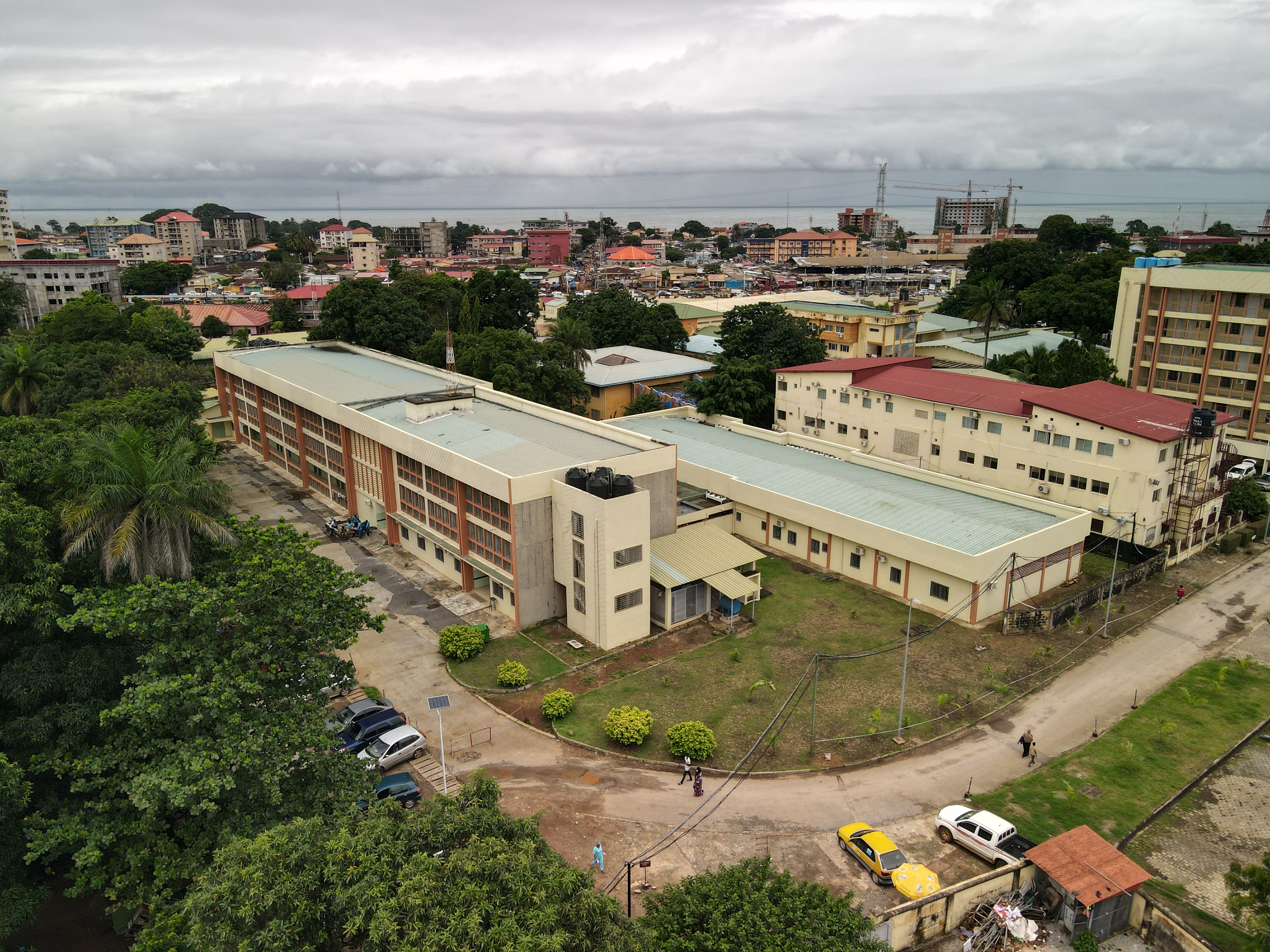
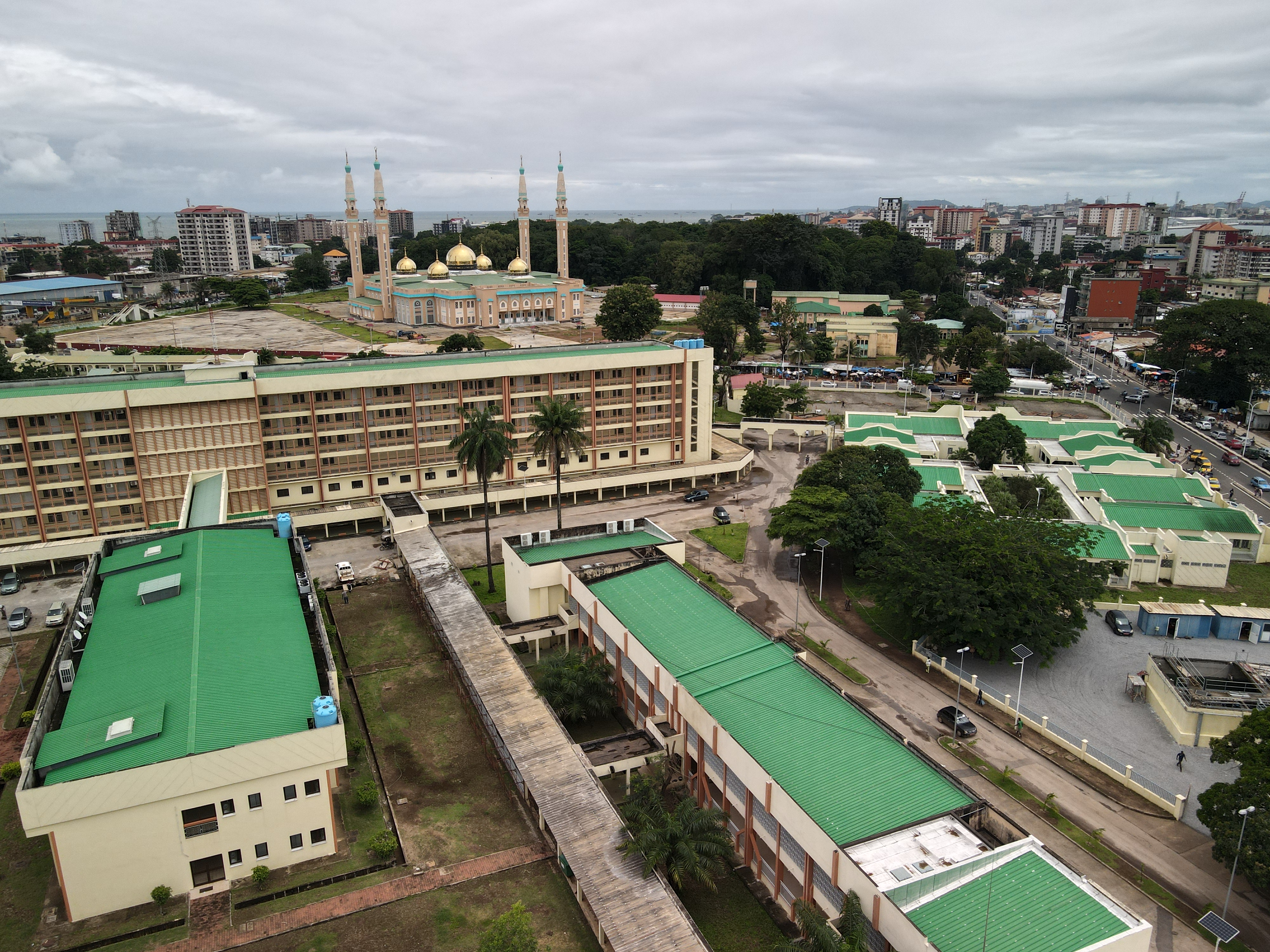

## Voir également
- Santé en Guinée